# ニュースインおおいた
『ニュースインおおいた』は、1978年10月2日から1997年3月30日まで18年半、テレビ大分で生放送されていた夕方のローカルワイドニュース番組である。

## 番組概要
- 18年半にわたって放送されていた長寿番組である。

- フジテレビ発の全国ニュースが『FNNニュースレポート6:00』だった頃のタイトルは『TOSニュースインおおいた』で、6年間にわたってこのタイトルを使い続けていた。

- この頃は開始当初の15分枠から1981年4月1日より5分枠拡大された20分枠の番組であった。

- 1984年10月1日に全国ニュースが『FNNスーパータイム』へ改題リニューアルすると、本番組もそれに合わせて『FNNニュースインおおいた TOS』と改題。同時に放送枠を50分にまで拡大して全国ニュースを内包するようになり、さらにローカルパートの内容を一新した。

- その後、多くのFNN系列局がローカルニュースのタイトルに「スーパータイム」を冠するようになったが、本番組は関西テレビの『アタック600』（日曜版は『アタック530』）や福島テレビの『FTVテレポート』と同じく、最後まで「スーパータイム」を冠さなかった。

- なお、1985年3月31日までは土曜版と日曜版の放送が無く、代わりに土曜と日曜の夕方にはフジテレビ発の『FNNニュースレポート5:30』が放送されていた。

- 1985年4月6日には本番組も土曜版の放送を開始し（日曜の夕方には『TOSスーパータイム』を放送）、さらに1986年4月6日には日曜版の放送も開始した。

- これにより、以後は基本的に毎日生放送されるようになったが、土曜版と日曜版は平日版と違ってそれぞれ25分枠での放送で、番組終盤の5分間のみをローカルパートに充てていた（土曜版のローカルパートは、テレビ西日本からのネット受けとなる場合があった）。また、殆どの曜日版が18:00開始だったのに対し、日曜版のみが17:30開始と30分早めにスタートしていた。

- 後継番組は『TOSザ・ヒューマン FNN』。これ以後、テレビ大分も夕方のローカルニュースに独自のタイトルを付けず、フジテレビ発の全国ニュースに合わせるようになったが、2015年3月30日に「ゆ〜わくワイド&News」が放送開始になったため、18年ぶりに再度独自タイトルでの放送となった。

## 歴代メインキャスター

### 男性
- 岡本誠
- 伊勢純男
- 加藤柔郎
- 内田真司
- 岩尾保次
- 園田雅之
- 辻広平
- 友田哲郎
- 小笠原正典

### 女性
- 佐木泰子
- 金田美幸
- 安達智子
- 野崎雅子
- 谷川真美
- 園田真由美
- 高山正子
- 吉本いく子
- 金井陽子
- 真砂奈頼

## 放送時間
| 期間      | 期間      | 放送時間（JST）       | 放送時間（JST）       | 放送時間（JST）       |
| 期間      | 期間      | 月曜日 - 金曜日       | 土曜日                | 日曜日                |
| --------- | --------- | --------------------- | --------------------- | --------------------- |
| 1978.10.2 | 1981.3.31 | 18:30 - 18:45（15分） | （放送無し）          | （放送無し）          |
| 1981.4.1  | 1984.9.28 | 18:30 - 18:50（20分） | （放送無し）          | （放送無し）          |
| 1984.10.1 | 1985.3.29 | 18:00 - 18:50（50分） | （放送無し）          | （放送無し）          |
| 1985.4.1  | 1986.3.31 | 18:00 - 18:50（50分） | 18:00 - 18:25（25分） | （放送無し）          |
| 1986.4.1  | 1989.4.2  | 18:00 - 18:50（50分） | 18:00 - 18:25（25分） | 17:30 - 17:55（25分） |
| 1989.4.3  | 1997.3.30 | 18:00 - 18:55（55分） | 18:00 - 18:25（25分） | 17:30 - 17:55（25分） |

## 備考
- 50分・55分番組時代のオープニングテーマは『FNNスーパータイム』と別のオリジナル曲を使用した。

- ただし、挿入の提供クレジットとエンドタイトルは『スーパータイム』と同じ物を使用した。1989年10月2日からは『スーパータイム』と同じテーマ曲を使用するようになった。

- ニュースキャスターは胸に「ニュースインおおいた」のバッジをつけていた。

- ローカルパートでは長年にわたって地元の百貨店・TOKIWAがメインスポンサー（一社提供ではない）であったため、エンディングのブルーバックが若干異なっていた（トキハの分が画用紙に書かれたもの、他の提供・協賛社が機械的なブルーバックによるもの）。